# Theo Hogervorst
Theodorus „Theo“ Hogervorst (* 23. Januar 1956 in Pijnacker-Nootdorp) ist ein ehemaliger niederländischer Radrennfahrer.

## Sportliche Laufbahn
Hogervorst war im Straßenradsport aktiv. Er war Teilnehmer der Olympischen Sommerspiele 1980 in Moskau. Im Mannschaftszeitfahren belegte der niederländische Straßenvierer mit Guus Bierings, Jacques Hanegraaf, Theo Hogervorst und Adrie van der Poel den 15. Platz.
1980 gewann er das Etappenrennen Ronde van Noord-Holland mit einem Etappensieg. Die Internationale Friedensfahrt bestritt er 1980 und kam auf den 36. Rang der Gesamtwertung.